# Misyjne Drogi
Dwumiesięcznik „Misyjne Drogi” i portal www.misyjne.pl – wydawane są przez Zgromadzenie Misjonarzy Oblatów Maryi Niepokalanej i poświęcone tematyce misyjnej.

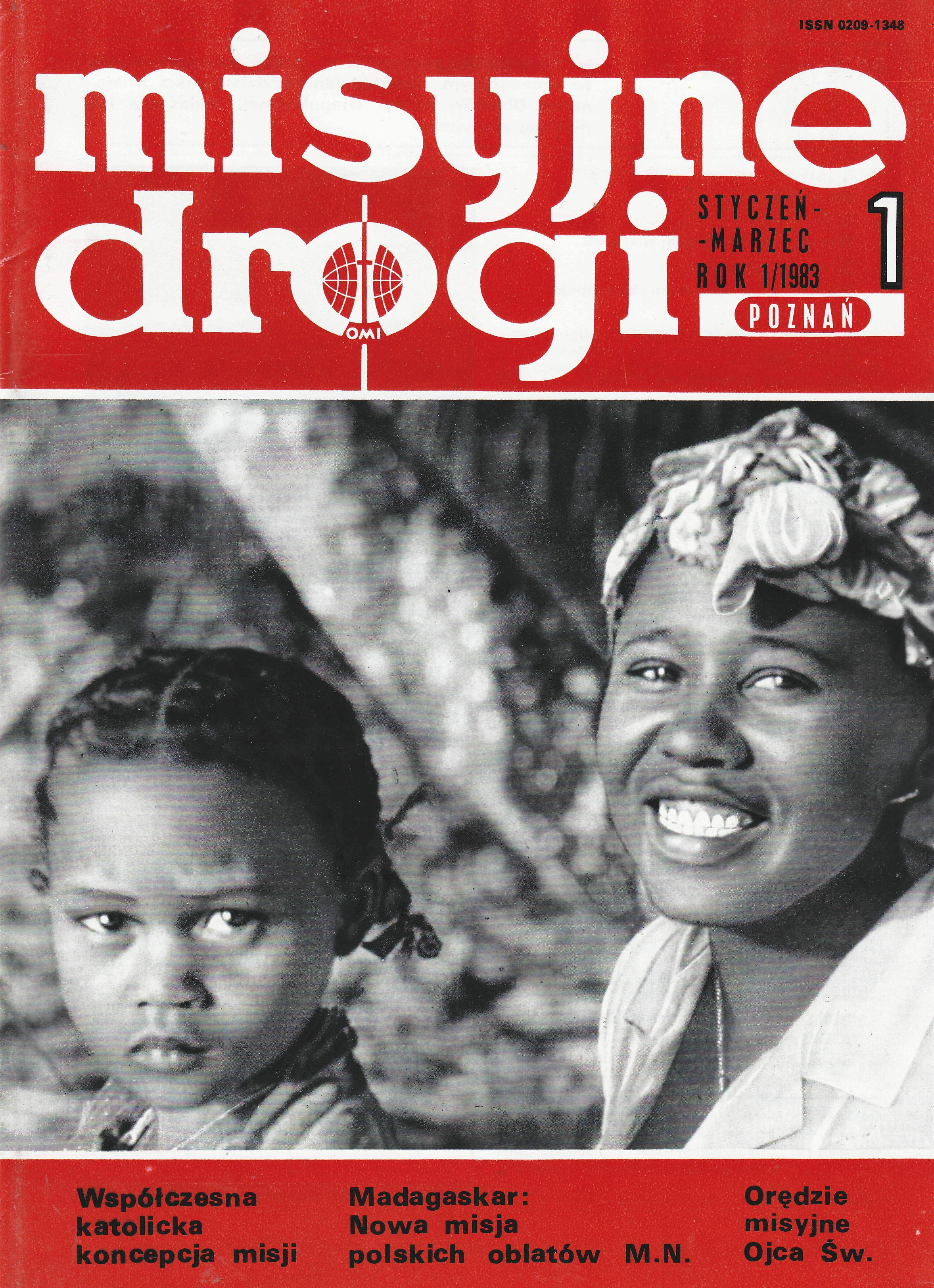
Pierwsza okładka pisma

„Misyjne Drogi” pojawiły się na rynku wydawniczym w 1983 r., po zaakceptowaniu decyzji przez ówczesne władze PRL podczas obrad Komisji Wspólnej Rządu i Episkopatu. Pierwszym redaktorem naczelnym czasopisma (do 2011 r.) i pomysłodawcą był o. mgr inż. Alfons Kupka OMI, były prowincjał. Głównym zadaniem czasopisma jest informowanie o sytuacji misjonarzy na świecie, ze szczególnym uwzględnieniem oblatów, formacja misyjna, przekazywanie parafiom materiałów do animacji misyjnej, a także przekonanie ludzi do zaangażowania na rzecz misji przez modlitwę, ofiarowane posty, cierpienia oraz przekazywanie środków materialnych. Istotnym aspektem działalności jest też informowanie o prześladowaniach chrześcijan we współpracy z polską sekcją Papieskiego Stowarzyszenia Pomoc Kościołowi w Potrzebie (Kirche in Not), jak i podejmowanie refleksji religioznawczej i kulturoznawczej.

## Poruszane zagadnienia
Dwumiesięcznik „Misyjne Drogi” wydawany jest w nakładzie ok. 2–24 000 egz., a jego objętość wynosi 76 stron głównego grzbietu oraz 16 stron wkładki dla dzieci. Kierowany jest do rodzin katolickich. Dociera najczęściej do odbiorców indywidualnych w prenumeracie, a także do prawie 1100 parafii w Polsce. Jest także dostępny w tzw. wolnej sprzedaży w sieciach Relay oraz Empik.
Każdy numer „Misyjnych Dróg” ma główny temat przewodni. Stałymi rubrykami są: „Wiadomości z życia Kościoła”, „Raport misyjny” (istotne tematy dotyczące misji), „Rozmowy w drodze” (wywiady z misjonarzami, duchownymi, ludźmi kultury i nauki), „Na granicy kultur i religii” (wiadomości o innych kulturach i wierzeniach), „Listy misjonarzy”, „Reportaż misyjny”, „Prześladowania chrześcijan”. „Młodzi i misje” oraz „Felieton z misją”. W czasopiśmie znajduje się krzyżówka, anegdoty misyjne, a także przepisy kulinarne. Mimo każdorazowego przyjęcia pewnej perspektywy poprzez wybór tematu numeru, stara się ukazywać misje możliwie szeroko: jako podstawowe zadanie każdego chrześcijanina, przestrzeń, w której każdy może odnaleźć swoje miejsce. Podejmowane tematy są w łączności z aktualnymi zagadnieniami misyjnymi sugerowanymi przez Komisję Episkopatu Polski ds. Misji i Papieskimi Dziełami Misyjnymi, m.in. kongresy misyjne, ważniejsze sympozja np. o wolontariacie misyjnym, co wskazuje na powszechny, eklezjalny charakter pracy wydawniczej. W podejmowanej refleksji misjologiczno-religioznawczej opiera się na ekspertach pochodzących z UKSW, UAM, US oraz oblackich naukowych ośrodków misjologicznych. Istotnym elementem czasopisma jest dodatek dla najmłodszych „Misyjne Dróżki Dreptaka Nóżki”.

## Prowadzone inicjatywy
Redakcja czasopisma równolegle koordynuje program adopcji misyjnej „Misja Szkoła”. Wsparcie darczyńców umożliwia podjęcie nauki dzieciom i młodzieży z Madagaskaru, Indii, Nepalu i Bangladeszu. Kilkakrotnie w ciągu roku dzieci ze szkół objętych patronatem przesyłają listy do swoich donatorów. Ze wsparcia organizacji korzysta przeszło 700 dzieci. Także na bieżąco, razem z portalem misyjne.pl, pismo reaguje na aktualne potrzeby misji, czy sytuacje związane z klęskami żywiołowymi, podejmując samodzielne kampanie np. „Ryż na Madagaskar”, „Himalaje muzyki”, czy „Woda dla Madagaskaru”, a także włącza się do akcji animowanych przez Komisję Episkopatu Polski ds.. Misji, Papieskie Dzieła Misyjne czy Fundację Pomocy Humanitarnej „Redemptoris Missio”.
Od 2012 roku rokrocznie pismo animuje – we współpracy z redakcjami innych czasopism misyjnych – akcję „Misjonarz na Post”, w której organizuje wsparcie modlitewne oraz przez post i ofiarowane cierpienia dla wszystkich polskich misjonarzy. W zorganizowanej w 2017 roku akcji wzięło udział niemal 13 300 osób. Jest to pierwsza i jedyna ogólnopolska akcja jednocząca środowiska misyjne w kraju. Realizowana jest pod patronatem Przewodniczącego Konferencji Episkopatu Polski, ks. abp. Stanisława Gądeckiego, z którym redakcja „otwierała” Wielki Post podczas konferencji prasowej w siedzibie KEP, a także przewodniczącego Komisji Episkopatu Polski ds. Misji. Dzięki tej akcji nawiązała współpracę z ogólnopolskimi mediami katolickimi i świeckimi (telewizja, prasa, radio, portale internetowe). Ich przedstawiciele proszą nas o bieżące komentarze dotyczące Kościoła i krajów misyjnych.

## Media społecznościowe
Od roku 2000 redakcja korzysta z możliwości, jakie oferują tzw. nowe media. Prowadzi stronę internetową, a od października 2016 portal www.misyjne.pl, w którym na bieżąco ukazują się aktualności ze świata, a szczególnie życia Kościoła i misji. Inne możliwości dostępne dla odwiedzających to między innymi opcja internetowego zamówienia prenumeraty czasopisma, także w wersji elektronicznej, oraz zakupy w misyjnym sklepie internetowym. Portal odwiedza miesięcznie około 125 tys. czytelników, którzy generują około 0,5 mln odwiedzin (tendencja zwyżkowa). Redakcja posługuje się także mediami społecznościowymi: Facebookiem, Twitterem, Instagramem i Snapchatem, Wykopem i Telegramem, które mają duży zasięg. Pracownikami są przede wszystkim osoby świeckie, dobrze przygotowane dziennikarsko i misjologicznie. Obecnie jest to 12 osób. Redaktorem naczelnym od 2012 roku jest dr Marcin Wrzos OMI, konsultant misjologiczno-religioznawczy i cenzor. W skład zespołu wchodzą także prof. UKSW Wojciech Kluj OMI, oblat odpowiedzialny za animację misyjną, Marek Swat OMI, a także pięciu dziennikarzy, social media ninja, korektorka, grafik i sekretarz redakcji. Jako jedyne czasopismo misyjne „Misyjne Drogi” są dostępne w tzw. wolnej sprzedaży. Są także wysyłane do misjonarzy w prawie 60 krajach świata. Nakład wynosi ponad 25 000 egzemplarzy. W Internecie pismo jest czytane przez pięć tysięcy osób dziennie.